# BREEAM
BREEAM is een afkorting van Building Research Establishment Environmental Assessment Method en is een duurzaamheidskeurmerk voor het realiseren van duurzame gebouwen en gebieden met minimale milieu-impact. Een hoge BREEAM-score is van invloed op zowel de waarde, als op het groene imago van het gebouw en zou bovendien van invloed zijn op een gezondere en productievere werk- en leefomgeving. Sinds 2009 worden de beoordelingen uitgevoerd. Het is bruikbaar als instrument voor overheden, projectontwikkelaars, corporaties, adviseurs, vastgoedbeleggers en opdrachtgevers.
BREEAM is ontwikkeld door het Building Research Establishment (BRE), een Engelse onderzoeksinstantie die in grote lijnen vergelijkbaar is met het Nederlandse TNO. De Nederlandse versie werd ontwikkeld en wordt beheerd door de Dutch Green Building Council (DGBC). Deze kent BREEAM-certificaten toe bij grootschalige nieuwbouwprojecten, gebiedsontwikkelingen en renovaties, zoals bij de renovatie van de Constant Rebecquekazerne in Eindhoven, de Kromhoutkazerne in Utrecht en de Tapijnkazerne in Maastricht.

## Toekenning punten Nieuwbouw en In-Use
Beoordeling vindt plaats op de onderdelen:  
- management
- gezondheid en welzijn
- energie
- water
- transport
- materialen
- afval
- landschap en ecologie
- vervuiling

Op grond van het aantal verleende punten wordt het BREEAM-keurmerk toegekend met de ook in Nederland gehanteerde termen Acceptable (alleen In-Use), Pass, Good, Very Good, Excellent of Outstanding. 
Op dit moment worden voor nieuwbouw de BRL 2020 aangehouden en voor In-Use de BRL V6 richtlijn. In Nederland kregen in 2017 twaalf gebouwen  de certificering 'Excellent'.
Concreet kan dit inhouden dat een daktuin en/of een groene gevel en omgevingsbeplanting ervoor zorgt dat de werknemers zich prettiger voelen en daardoor een betere arbeidsprestatie leveren en de beplanting van invloed is op de leefomgeving van dieren. Dit kan worden bereikt door de inrichting in samenwerking met een ecoloog op te stellen. Biodiversiteit in de omgeving en het isolerend effect op het gebouw nemen daardoor toe. Er kunnen punten worden toegekend voor bijvoorbeeld een dakbeplanting met maximaal 20 punten, gevelbeplanting met maximaal 17 punten en het inschakelen van een ecoloog 2 punten.

## Toekenning punten Gebied
Beoordeling vindt plaats op de onderdelen: 
- Management
- Synergie
- Bronnen
- Ruimtelijke Ordening
- Welzijn en Welvaart
- Gebiedsklimaat

Op grond van het aantal verleende punten wordt het BREEAM-keurmerk toegekend met de ook in Nederland gehanteerde termen Pass, Good], Very Good, Excellent of Outstanding. Op dit moment gebruikt men de BRL 2018.

## BREEAM Expert en BREEAM Assessor
Bewijsmateriaal wordt verzameld door een BREEAM Expert. Beoordeling vindt plaats door een onafhankelijke BREEAM Assessor. 

## Internationaal
Wereldwijd wordt BREEAM in meer dan 75 landen gebruikt en zijn meer dan 575.000 gebouwen BREEAM-gecertificeerd en meer dan 2,2 miljoen geregistreerd voor certificatie.
Hierbij worden bijvoorbeeld de volgende benamingen gehanteerd:
- Verenigd Koninkrijk – Building Research Establishment, werkzaam onder BREEAM UK
- Spanje – Instituto Tecnológico de Galicia, werkzaam onder BREEAM ES
- Noorwegen – Norwegian Green Building Council, werkzaam onder BREEAM NOR
- Zweden – Swedish Green Building Council, werkzaam onder BREEAM SE
- Duitsland – German Institute for Sustainable Real Estate (DIFNI), werkzaam onder BREEAM DE
- Nederland – Dutch Green Building Council, werkzaam onder BREEAM NL